# Wienerfilharmonikernas nyårskonsert 1941
Philharmonische Akademie den 1 januari 1941 i Musikvereins "Gyllene sal" i Wien betraktas å ena sidan som Wienerfilharmonikernas Nyårskonsert 1941 och å andra sidan, enligt Wienerfilharmonikernas räkning, som den Första Nyårskonserten från Wien, även om denna benämning användes först efter 1945 med det nya och demokratiskt orienterade sättet i och med Wienerfilharmonikernas Nyårskonsert 1946 lett av Josef Krips. Philharmonische Akademie dirigerades av Clemens Krauss.

## Historik
Vid årsskiftet 1939/40 hade Wienerfilharmonikerna och Krauss givit en konsert med titeln Außerordentliches Konzert (Extraordinär konsert) i Musikverein, men konserten hade ägt rum 31 december 1939. Först i och med 1941 års konsert fastslogs datumet till den 1 januari vilket sedan dess har bibehållits. Strikt räknat var Philharmonische Akademie 1 januari 1941 ingen Wienerfilharmonikernas Nyårskonsert, eftersom det inte var förrän 1946 som Josef Krips introducerade denna titel, som därefter anammades. Orkesterns räkning knyter dock inte an till den demokratiska efterkrigstraditionen under Krips, utan inkluderar även de "nazistiska konserterna" Philharmonische Akademie under åren 1941–1945 under Krauss ledning och börjar räkningen med denna konsert från 1941. Det var för övrigt den andra konserten som inträffade vid årsskiftet sedan starten 1939.
Utöver sociala och politiska motiv mottogs den första konserten 1939 entusiastiskt. År 1941 spelade Wienerfilharmonikerna till förmån för den statligt kontrollerad fritidsorganisationen Kraft durch Freude, såsom också var fallet med de välgörenhetskonserter som pågick fram till 1945.
Vid konserten framfördes för första gången Strauss Russischer Marsch och var tänkt som en hyllning till den tysk-sovjetiska icke-aggressionspakten som slöts i augusti 1939; Men 1941 var även året för invasionen av Sovjetunionen.

## Program förPhilharmonische Akademie

### Konsertprogram
1. Josef Strauss: Frauenwürde, vals, op. 277
2. Josef Strauss: Moulinet-Polka, Polka française, op. 57
3. Josef Strauss: Eingesendet, Polka schnell, op. 240
4. Johann Strauss den yngre: Wiener Blut, Walzer, op. 354
5. Johann Strauss den yngre: Demolirer-Polka, op. 269
6. Johann Strauss den yngre: Éljen a Magyar!, Polka schnell, op. 332
7. Johann Strauss den yngre: Ouvertyr till operetten Der Zigeunerbaron
8. Johann Strauss den yngre: Russischer Marsch, op. 426
9. Johann Strauss den yngre: I-Tipferl-Polka, Polka française, op. 377
10. Johann Strauss den yngre: Rosen aus dem Süden, vals, op. 388
11. Johann Strauss den yngre och Josef Strauss: Pizzicato-Polka*
12. Johann Strauss den yngre: Perpetuum mobile, musikalischer Scherz, op. 257*

Verkförteckningen och verkens ordning finns på Wienfilharmonikernas webbplats..
De verk markerade med * var repriser från Wienerfilharmonikernas Nyårskonsert 1939, i övrigt var programmet helt nytt.

## Se vidare
- Clemens Krauss, Dirigent
- Wienerfilharmonikerna